# Nowe Młyny
Nowe Młyny – osada leśna wsi Podzamcze w Polsce, położona w województwie świętokrzyskim, w powiecie kieleckim, w gminie Chęciny.
W latach 1975–1998 osada administracyjnie należała do województwa kieleckiego.